# 유명규
유명규(劉明奎, 일명: 유명계, 劉明啓, ? ~ 1907년 9월 6일)는 한말의 의병장이다. 경기도 통진(현재 김포시)에서 태어났다.
융희 1년(1907년) 대한제국 군대 해산으로 강화진위대(江華鎭衛隊)를 지휘하고 일본군을 격파, 황해도에 가서 의병과 합류하여 항일투쟁에 투신했다.

### 최후
1907년 9월 6일 통진에서 잡혀 총살당하였다.

## 사후
- 대한민국 정부는 그의 공훈을 기려 1962년 건국훈장 국민장을 추서하였다.